# Kallokibotion
Kallokibotion is een geslacht van uitgestorven stamschildpadden uit het Boven-Krijt (Maastrichtien, 71-66 miljoen jaar geleden), bekend van fossielen gevonden in Roemenië. De typesoort is Kallokibotion bajazidi, die door Franz Nopcsa in 1923 werd benoemd naar zijn minnaar Bajazid Doda. Nopcsa koos de geslachtsnaam, 'schoondoos' van het Oudgrieks kallos en kibotion, omdat, in de woorden van de Britse paleontoloog Gareth Dyke, de vorm van het schild hem deed denken aan het achterwerk van Bajazid.
Het holotype was BMNH R4916, de romp. Nopcsa benoemde meteen een tweede soort, Kallokibotion magnificum, de 'magnifieke schoondoos', op basis van specimen BMNH R4930, een tweede romp. Tegenwoordig wordt dit gezien als een jonger synoniem.
Kallokibotion is ongeveer een halve meter lang.
Een derde, echter nog niet als zodanig benoemde, soort is wellicht bekend uit het Santonien van Hongarije. Een fossiel van deze schildpad werd in 2014 ten onrechte beschreven als een pterosauriër van het geslacht Thalassodromeus: Thalassodromeus sebesensis. 
Kallokibotion werd oorspronkelijk geïdentificeerd als een lid van de Meiolaniidae. Echter, fylogenetische analyse op basis van kenmerken, beschreven van nieuwe exemplaren, plaatst Kallokibotion als het zustertaxon van de kroontestudines. Een analyse uit 2021 plaatste Kallokibotion in de Compsemydidae binnen de Paracryptodira.